# Aire de restauration

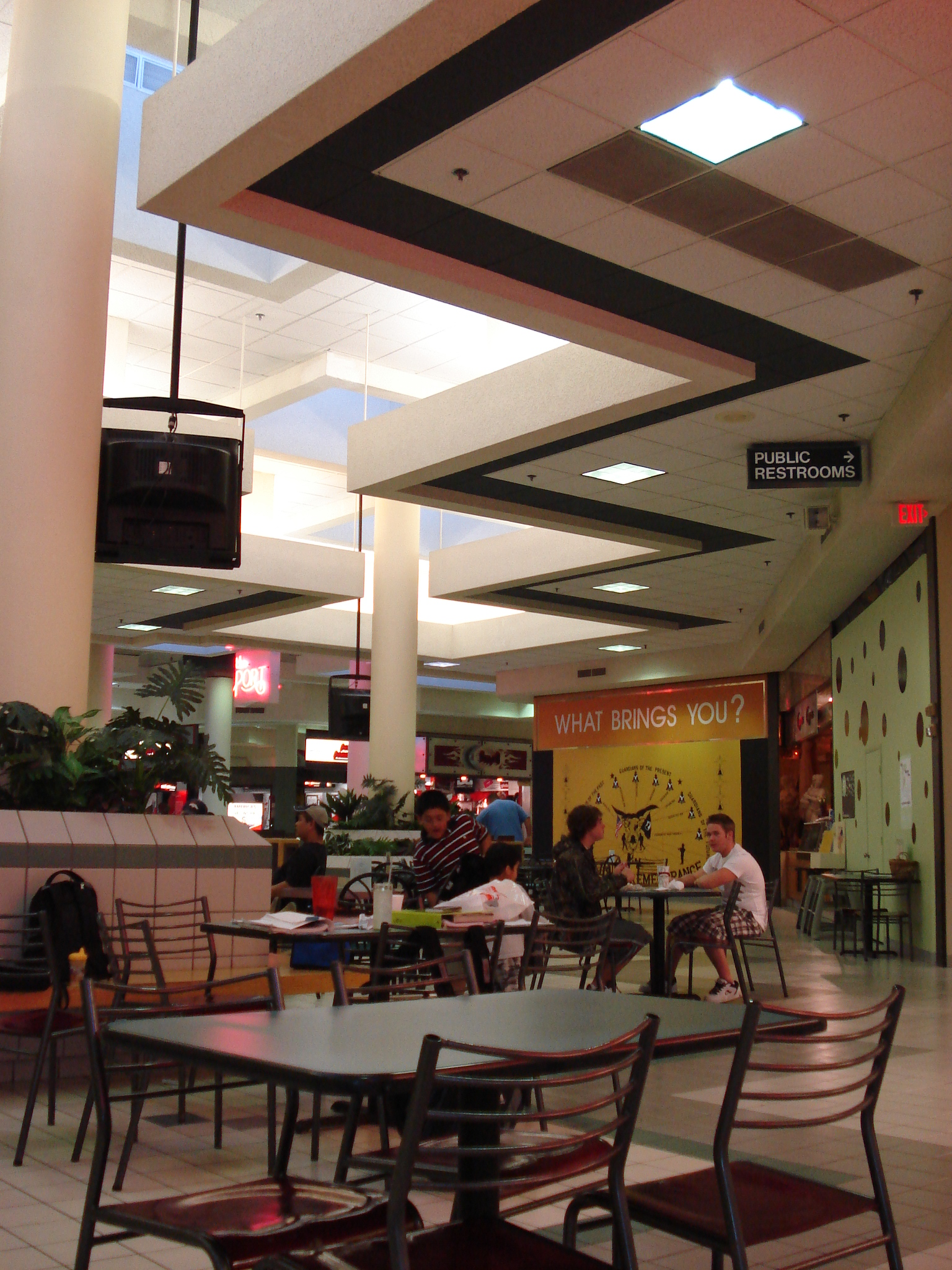
Une aire de restauration.

Une aire de restauration (food-court en anglais) est un lieu de restauration, qui est généralement situé au centre d'un regroupement de restaurants rapides. Ce lieu est en libre accès et permet aux commerçants de gagner de la place et de ne pas s'occuper du service. L'espace est généralement confié à une société de sous-traitance qui s'occupe de l'entretien du lieu.

## Origines
Ce système vient des États-Unis où, dans les années 1980, il s'est développé dans les centres commerciaux et les aéroports.
Dans les grandes villes du Brésil ce concept est très populaire et systématiquement implanté dans les centre commerciaux, avec le plus souvent 20 à 30 enseignes différentes, généralement indépendantes les unes des autres.
En France, il est apparu dès les années 1980-1990, avec le Restagora du centre commercial Italie II à Paris, qui fut un échec. Il a également été mis en place à l'aéroport Charles-de-Gaulle, entre les terminaux AB et CD, ainsi que dans le Carrousel du Louvre, dans ce dernier cas le chef de file mondial, Autogrill, est propriétaire ou franchisé de toutes les enseignes proposées sous ce concept « Restaurants du Monde ».
Selon la Vitrine linguistique de l'Office québécois de la langue française le terme « foire alimentaire », utilisé dans ce sens au Québec, est une impropriété.

## Fonctionnement
L'aire de restauration ressemble beaucoup au fonctionnement d'une cafétéria, mais à la différence qu'il est en libre accès et qu'il concerne plusieurs enseignes.